# 山西机器局旧址
山西机器局旧址是一处近现代重要史迹及代表性建筑，位于山西省太原市杏花岭区胜利街101号，建于民国。
2021年8月4日，山西机器局旧址公布为第六批山西省文物保护单位。